# Gerard Deulofeu
Gerard Deulofeu Lázaro (Riudarenas, Gerona, 13 de marzo de 1994), conocido deportivamente como Deulofeu, es un futbolista español que juega como delantero.
Como internacional español, ha pasado por todas las categorías inferiores de la selección nacional y ha debutado con la selección absoluta.

## Trayectoria
Formado en la cantera del F. C. Barcelona desde los nueve años, donde siempre ha destacado en todas las categorías, ha sido internacional en todas las categorías inferiores de la selección española.
Tras una temporada 2010/11, en la que se proclama campeón de España juvenil y campeón de la Copa del Rey con el equipo juvenil A del Barça, pasa a ser jugador del Barça B en la temporada 2011/12, con tan solo 17 años. Su primer gol con el filial en Segunda División, lo hizo en la jornada 5 ante el Hércules en Alicante. Concluyó la temporada anotando 9 goles, siendo el máximo goleador del equipo y jugando 1983 minutos repartidos en un total de 34 partidos. Durante esta temporada, es convocado varias veces con el primer equipo dirigido por Pep Guardiola, haciendo su debut en Primera División ante el Mallorca en el Camp Nou, el 29 de octubre de 2011, con la misma edad (17 años) y el mismo día (hace 17 años), en que debutó Raúl González.
Para la temporada 2012/13 se examinó la posibilidad de incorporarlo al primer equipo, con el que hace la pretemporada. Finalmente, se decide que dispute con el filial culé la Segunda División, competición en la que fue nombrado «mejor jugador del año». El 17 de agosto de 2012, en la primera jornada del campeonato, marcó un triplete ante el Almería, siendo el tercer tanto un "gol olímpico". Las dos siguientes temporadas, el jugador gerundense es cedido a Everton y Sevilla, siendo traspasado en 2015 con opción de recompra, precisamente al Everton de la Premier League.
El 10 de julio de 2013 el Barcelona acordó con el Everton Football Club, la cesión del futbolista por toda la temporada 2013-14. El 24 de agosto de 2013 realizó su debut oficial con el Everton y marcó el primer gol en el triunfo por 2-1 frente al Stevenage Football Club en la Copa de la Liga. El 30 de noviembre marcó su primer gol en liga con los toffees, en una victoria por 4-0 en casa contra el Stoke City. Su segundo tanto llegó ocho días después, en el minuto 85 del partido ante el Arsenal para ganar un empate. El 14 de diciembre de ese mismo año sufrió un tendón de la corva lesiones durante la victoria por 4-1 del Everton sobre el Fulham, que lo mantuvo apartado de los terrenos de juego durante cinco semanas. Anotó su tercer y último gol el 15 de marzo del año siguiente. Gracias a su ayuda su equipo a registró su mejor puesto en la historia del club con 72 puntos para terminar quinto. Al final de la temporada, el Barcelona confirmó que no sería cedido la siguiente temporada. Como había sido promovido a su primer equipo, escribió una carta abierta agradeciendo a los funcionarios, jugadores y aficionados por su apoyo durante su estancia.
El 19 de mayo de 2014 el club azulgrana anunció la vuelta del jugador tras su cesión con los toffees, pero poco duraría su retorno, ya que el 14 de agosto se hizo oficial su cesión al Sevilla Fútbol Club por toda la temporada. Su debut como sevillista se produjo el 30 de agosto en sustitución Vitolo en el minuto 73 contra el R. C. D. Espanyol ganando 2-1. El 24 de septiembre Deulofeu anotó su primer gol para los hispalenses (y también su primera vez en la máxima categoría en España), que le darían los tres puntos ante la Real Sociedad. Su debut en la Liga Europa de la UEFA fue el 18 de septiembre de partida contra el Feyenoord Rotterdam asistiendo en los dos goles que darían la victoria a su equipo.
El 25 de junio de 2015 volvió al Everton, en esta ocasión traspasado del Barcelona por seis millones de euros y firmando tres años de contrato. El conjunto blaugrana se reservó una opción de recompra que hizo efectiva dos años después.
Deulofeu, con contrato con el Everton hasta junio de 2018, fue cedido al Milan el 23 de enero de 2017 hasta final de temporada. Debutó dos días después contra la Juventus de Turín en un partido de copa. Su primer gol sería contra la Fiorentina en liga.
El 30 de junio de 2017 el F. C. Barcelona hizo efectiva con el Everton, la opción de recompra sobre el jugador, que firmó por dos temporadas. Sin embargo, ante la falta de minutos, fue cedido en enero de 2018 al Watford inglés hasta final de temporada, club al que fue traspasado finalmente el 11 de junio de 2018.
El 29 de enero de 2018 llegó cedido al Watford por seis meses, al término de los cuales cerró su definitivo traspaso con el Barcelona el 11 de junio de 2018, por un valor de 13 millones de euros fijos más 4 millones en variables.
Tras el descenso de categoría del equipo inglés, el 5 de octubre de 2020 fue cedido al Udinese Calcio. El 30 de enero de 2021 el equipo italiano lo adquirió en propiedad y firmó un contrato hasta junio de 2024. Este lo amplió dos años al término de una temporada 2022-23 que la terminó lesionado. Esta lesión se la produjo en el mes de enero y, tras más de doce meses en el dique seco, en febrero de 2024 reconoció en una entrevista que no sabía si iba a volver a jugar. En enero de 2025, dos años después de su último partido, llegó a un acuerdo con el club para rescindir su contrato.

## Selección nacional

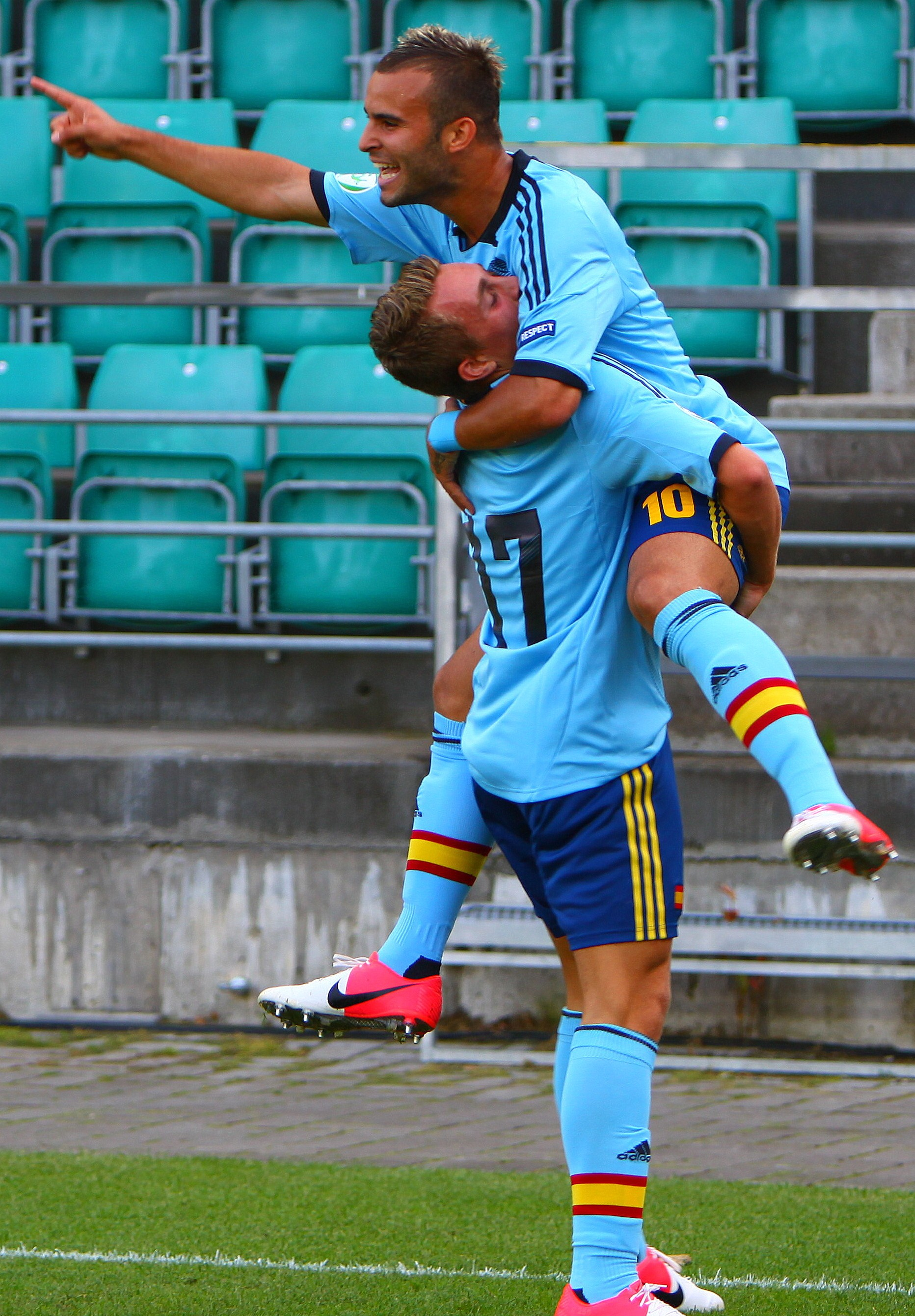
Gerard Deulofeu junto a Jesé Rodríguez con la.

Ha pasado por todas las categorías juveniles de la selección nacional, con las que ha disputado 83 partidos y anotado 31 goles. Con ellas se ha proclamado a nivel continental, subcampeón sub-17 en 2010, bicampeón sub-19 en 2011 y 2012 y subcampeón sub-21 en 2017. Debutó como internacional absoluto en 2014, habiendo disputado cuatro encuentros con la selección nacional. 

### Selección sub-17 y sub-19
El extremo gerundense, ha sido subcampeón del Europeo sub-17 de 2010 y bicampeón del Europeo sub-19 consecutivamente en 2011, marcando un gol ante Irlanda en semifinales y siendo incluido en el once ideal del campeonato y en 2012, en el que además fue nombrado "Mejor Jugador del Torneo" por la UEFA.
En este Europeo de 2012, Deulofeu firmó una actuación estelar en semifinales ante Francia, marcando dos de los tres goles de la selección, en un partido que concluyó 3–3 tras la prórroga y que se decidió en una tanda de penaltis en la que el jugador, anotó el quinto lanzamiento que daba el pase a la final a España. En la final ante Grecia, dio la asistencia del gol de la victoria, tras una excepcional jugada atravesando la frontal del área.

### Selección sub-20
Formó parte de la talentosa selección española que disputó el Mundial sub-20 de 2013 en Turquía, que partía como vigente campeona europea y favorita, buscando reeditar el triunfo mundialista de 1999. En el primer encuentro correspondiente al grupo A, lideró a España con dos goles y una asistencia, a la victoria por 1–4 ante Estados Unidos. España fue eliminada en cuartos ante Uruguay, a la postre subcampeona, en un partido que concluyó 0–1 al final de la prórroga.

### Selección sub-21
Debutó con la selección sub-21 el 6 de septiembre de 2012, en partido de fase de clasificación para el Europeo sub-21 de 2013 ante Suiza en Sion (0–0) y lo hizo como titular, siendo sustituido en el 61' por Isco. Tras este partido, España certificaba la clasificación para el Europeo de 2013, al que Gerard no fue convocado, al coincidir ese año con la disputa del Mundial sub-20. Tras la celebración de ese Europeo 2013, en el que España revalidó el título de 2011, Deulofeu era uno de los fijos de las convocatorias de la sub-21, disputando 6 de los 8 partidos de fase de clasificación para el Europeo de 2015, en la que España acabó primera del grupo 4. Sin embargo, en la eliminatoria final de ida y vuelta que daba acceso al torneo, España fue eliminada contra todo pronóstico ante Serbia, quedando además sin posibilidades de clasificación para los Juegos Olímpicos de Río 2016.
El 30 de marzo de 2015 debutó como capitán de la sub-21. El partido tuvo lugar en el Estadio Reino de León, que rozó el lleno, con más de 12 000 espectadores, y terminó con victoria española por 4–0 ante Bielorrusia. Gerard, que recibió una cerrada ovación al ser sustituido, marcó un gol y dio las otras tres asistencias, en lo que fue uno de los mejores partidos que ha disputado como internacional.

### Selección absoluta
Su primera convocatoria con la selección absoluta, se produce el 25 de mayo de 2014, para un partido de preparación previo al Mundial de Brasil 2014. El 30 de mayo de 2014, en el Sánchez-Pizjuán de Sevilla, debuta en el minuto 79 de partido, en la victoria por 2-0 ante Bolivia. En su segundo partido como internacional, disputado el 28 de marzo de 2017 en el Stade de France, provocó el penalti del primer gol y anotó el segundo tanto de la victoria de España ante Francia por 0-2, su primer gol con la absoluta.

#### Goles internacionales
| N.º | Fecha               | Estadio                                  | Rival   | Gol | Resultado | Competición |
| --- | ------------------- | ---------------------------------------- | ------- | --- | --------- | ----------- |
| 1   | 28 de marzo de 2017 | Estadio de Francia, Saint-Denis, Francia | Francia | 0-2 | 0-2       | Amistoso    |

### Participaciones en fases finales
| Competición         | Sede          | Resultado        | Partidos | Goles |
| ------------------- | ------------- | ---------------- | -------- | ----- |
| Europeo Sub-17 2010 | Liechtenstein | Subcampeón       | 5        | 3     |
| Europeo Sub-19 2011 | Rumania       | Campeón          | 5        | 1     |
| Europeo Sub-19 2012 | Estonia       | Campeón          | 5        | 2     |
| Mundial Sub-20 2013 | Turquía       | Cuartos de final | 5        | 2     |
| Europeo Sub-21 2017 | Polonia       | Subcampeón       | 5        | 1     |

## Estadísticas

### Clubes
- Actualizado hasta el 22 de enero de 2023.

| Club                         | Div.          | Temporada     | Liga  | Liga  | Copa  | Copa  | Internacional | Internacional | Total | Total |
| Club                         | Div.          | Temporada     | Part. | Goles | Part. | Goles | Part.         | Goles         | Part. | Goles |
| ---------------------------- | ------------- | ------------- | ----- | ----- | ----- | ----- | ------------- | ------------- | ----- | ----- |
| F. C. Barcelona "B" · España | 2.ª           | 2010-11       | 1     | 0     | —     | —     | —             | —             | 1     | 0     |
| F. C. Barcelona "B" · España | 2.ª           | 2011-12       | 34    | 9     | —     | —     | —             | —             | 34    | 9     |
| F. C. Barcelona · España     | 1.ª           | 2011-12       | 1     | 0     | —     | —     | 1             | 0             | 2     | 0     |
| F. C. Barcelona · España     | 1.ª           | 2012-13       | 1     | 0     | 1     | 0     | 2             | 0             | 4     | 0     |
| F. C. Barcelona "B" · España | 2.ª           | 2012-13       | 33    | 18    | —     | —     | —             | —             | 33    | 18    |
| F. C. Barcelona "B" · España | Total club    | Total club    | 68    | 27    | —     | —     | —             | —             | 68    | 27    |
| Everton F. C. Inglaterra     | 1.ª           | 2013-14       | 25    | 3     | 4     | 1     | —             | —             | 29    | 4     |
| Sevilla F. C. · España       | 1.ª           | 2014-15       | 17    | 1     | 6     | 2     | 5             | 0             | 28    | 3     |
| Sevilla F. C. · España       | Total club    | Total club    | 17    | 1     | 6     | 2     | 5             | 0             | 28    | 3     |
| Everton F. C. Inglaterra     | 1.ª           | 2015-16       | 26    | 2     | 7     | 2     | —             | —             | 33    | 4     |
| Everton F. C. Inglaterra     | 1.ª           | 2016-17       | 11    | 0     | 2     | 0     | —             | —             | 13    | 0     |
| Everton F. C. Inglaterra     | Total club    | Total club    | 52    | 5     | 13    | 3     | —             | —             | 75    | 8     |
| A. C. Milan · Italia         | 1.ª           | 2016-17       | 17    | 4     | 1     | 0     | —             | —             | 18    | 4     |
| A. C. Milan · Italia         | Total club    | Total club    | 17    | 4     | 1     | 0     | —             | —             | 18    | 4     |
| F. C. Barcelona · España     | 1.ª           | 2017-18       | 10    | 1     | 4     | 1     | 3             | 0             | 17    | 2     |
| F. C. Barcelona · España     | Total club    | Total club    | 12    | 1     | 5     | 1     | 6             | 0             | 23    | 2     |
| Watford F. C. Inglaterra     | 1.ª           | 2017-18       | 7     | 1     | 0     | 0     | —             | —             | 7     | 1     |
| Watford F. C. Inglaterra     | 1.ª           | 2018-19       | 30    | 10    | 3     | 2     | —             | —             | 33    | 12    |
| Watford F. C. Inglaterra     | 1.ª           | 2019-20       | 28    | 4     | 2     | 0     | —             | —             | 30    | 4     |
| Watford F. C. Inglaterra     | Total club    | Total club    | 65    | 15    | 5     | 2     | —             | —             | 70    | 17    |
| Udinese Calcio · Italia      | 1.ª           | 2020-21       | 13    | 1     | 2     | 1     | —             | —             | 15    | 2     |
| Udinese Calcio · Italia      | 1.ª           | 2021-22       | 34    | 13    | 1     | 0     | ―             | ―             | 35    | 13    |
| Udinese Calcio · Italia      | 1.ª           | 2022-23       | 16    | 2     | 2     | 1     | ―             | ―             | 18    | 3     |
| Udinese Calcio · Italia      | 1.ª           | 2023-24       | 0     | 0     | 0     | 0     | ―             | ―             | 0     | 0     |
| Udinese Calcio · Italia      | 1.ª           | 2024-25       | 0     | 0     | 0     | 0     | ―             | ―             | 0     | 0     |
| Udinese Calcio · Italia      | Total club    | Total club    | 63    | 16    | 5     | 2     | —             | —             | 68    | 18    |
| Total carrera                | Total carrera | Total carrera | 304   | 69    | 35    | 10    | 11            | 0             | 350   | 79    |

## Palmarés

### Títulos nacionales
| Título                    | Club                        | País   | Año  |
| ------------------------- | --------------------------- | ------ | ---- |
| División de Honor Juvenil | F. C. Barcelona Juvenil "A" | España | 2011 |
| Copa de Campeones Juvenil | F. C. Barcelona Juvenil "A" | España | 2011 |
| Copa del Rey Juvenil      | F. C. Barcelona Juvenil "A" | España | 2011 |
| Liga de España            | F. C. Barcelona             | España | 2013 |
| Copa del Rey              | F. C. Barcelona             | España | 2018 |
| Liga de España            | F. C. Barcelona             | España | 2018 |

### Títulos internacionales
| Título                 | Selección       | Sede    | Año  |
| ---------------------- | --------------- | ------- | ---- |
| Europeo sub-19         | España (sub-19) | Rumania | 2011 |
| Europeo sub-19         | España (sub-19) | Estonia | 2012 |
| Título                 | Club            | País    | Año  |
| Liga Europa de la UEFA | Sevilla F. C.   | Polonia | 2015 |

### Distinciones individuales
| Distinción                                  | Año  |
| ------------------------------------------- | ---- |
| Mejor Jugador del Campeonato Europeo sub-19 | 2012 |
| Mejor Jugador de la Liga Adelante           | 2013 |